# Aderus
Aderus is een geslacht van kevers uit de familie schijnsnoerhalskevers (Aderidae). De wetenschappelijke naam van het geslacht werd in 1829 gepubliceerd door John Obadiah Westwood. De kevers lijken veel op mieren. Er zijn ongeveer 460 soorten beschreven en benoemd.

## Soorten
- Aderus abnormipes (Heberdey, 1936)
- Aderus accrensis (Champion, 1924)
- Aderus acuminatus (Champion, 1915)
- Aderus aequinoctialis, Champion, 1890
- Aderus afflictus (Escalera, 1922)
- Aderus agnoscendus (Pic, 1907)
- Aderus albofasciatus (Pic, 1922)
- Aderus albolineatus (Champion, 1920)
- Aderus alboornatus (Pic, 1922)
- Aderus amazonicus (Champion, 1916)
- Aderus amulae (Champion, 1890)
- Aderus andamanensis (Champion, 1916)
- Aderus andrewesi (Champion, 1916)
- Aderus angulalipes (Pic, 1920)
- Aderus angulatus (Pic, 1898)
- Aderus angusticollis (Pic, 1904)
- Aderus ankavandranus (Pic, 1951)
- Aderus annulicornis (Champion, 1916)
- Aderus anomalipes Báguena-Corella, 1948
- Aderus antennalis (Broun, 1893)
- Aderus anthicoides (Champion, 1890)
- Aderus apicalis (Pic, 1905)
- Aderus apicicornis (Pic, 1909)
- Aderus apicipennis (Pic, 1905)
- Aderus appendiculatus (Champion, 1893)
- Aderus applicaticeps (Pic, 1903)
- Aderus arambourgi (Pic, 1939)
- Aderus arcuatipes (Pic, 1902)
- Aderus argentatus (Champion, 1890)
- Aderus argentinus (Pic, 1947)
- Aderus armipes (Fairmaire, 1896)
- Aderus arthriticus (Champion, 1916)
- Aderus atlasicus (Pic & Lindberg, 1932)
- Aderus atomarioides (Champion, 1916)
- Aderus atriceps (Pic, 1900)
- Aderus atricolor (Champion, 1890)
- Aderus atrofasciatus (Pic, 1923)
- Aderus atromarginatus (Pic, 1947)
- Aderus axillaris (Champion, 1916)
- Aderus banghaasi (Pic, 1935)
- Aderus barbatus (Heberdey, 1936)
- Aderus barbicornis (Champion, 1916)
- Aderus barrerai (Escalera, 1922)
- Aderus basilewskyi Pic, 1955
- Aderus bataviensis (Pic, 1902)
- Aderus beccarii (Pic, 1900)
- Aderus bellus (Pic, 1926)
- Aderus biafrensis (Pic, 1905)
- Aderus biannulatus Pic, 1953
- Aderus bicallosus (Pic, 1947)
- Aderus bidenudatus (Pic, 1947)
- Aderus bifasciatus (Pic, 1897)
- Aderus bigeminatus (Champion, 1916)
- Aderus biguttatus (Champion, 1920)
- Aderus binhanus (Pic, 1922)
- Aderus biparlitipennis (Pic, 1922)
- Aderus biroi (Pic, 1902)
- Aderus bisinuatus (Pic, 1902)
- Aderus bogotensis (Pic, 1907)
- Aderus boliviensis (Pic, 1909)
- Aderus bosilamus (Champion, 1920)
- Aderus bottegoi (Pic, 1905)
- Aderus brasiliensis (Pic, 1898)
- Aderus brastaginus Pic, 1952
- Aderus brevehumeralis (Pic, 1933)
- Aderus breviculus (Champion, 1920)
- Aderus brevipilis (Champion, 1915)
- Aderus breviramus (Champion, 1890)
- Aderus brevis (Pic, 1898)
- Aderus brevithorax (Pic, 1902)
- Aderus brouni (Pic, 1901)
- Aderus bruchi (Pic, 1926)
- Aderus brunnipennis (LeConte, 1875)
- Aderus bryanti (Pic, 1912)
- Aderus caesius (Champion, 1915)
- Aderus callanganus (Pic, 1910)
- Aderus canescens (Champion, 1893)
- Aderus carbonarius Báguena-Corella, 1948
- Aderus carinatus (Pic, 1900)
- Aderus caroti (Pic, 1909)
- Aderus castaneus (Champion, 1920)
- Aderus cavaticollis (Champion, 1925)
- Aderus cephalicus (Champion, 1920)
- Aderus ceylonicus (Pic, 1912)
- Aderus chamaeleopedes Escalera, 1941
- Aderus championi (Pic, 1894)
- Aderus chappuisi (Pic, 1939)
- Aderus chariensis (Pic, 1911)
- Aderus chevrolati (Pic, 1913)
- Aderus chiriquensis (Champion, 1890)
- Aderus ciliatus (Champion, 1915)
- Aderus cinctipennis (Champion, 1890)
- Aderus clavicornis (Champion, 1917)
- Aderus claviger (Champion, 1916)
- Aderus clavipes (Champion, 1916)
- Aderus clermonti (Pic, 1948)
- Aderus cochabambanus (Pic, 1948)
- Aderus coloratus (Broun, 1893)
- Aderus complanatus (Champion, 1920)
- Aderus concolor (Champion, 1915)
- Aderus conradti (Pic, 1907)
- Aderus constrictus (Fall, 1901)
- Aderus coomani (Pic, 1923)
- Aderus coroicoensis (Pic, 1939)
- Aderus corsicus (Pic, 1928)
- Aderus corticarioides (Champion, 1890)
- Aderus corumbanus (Pic, 1935)
- Aderus costaricanus (Pic, 1929)
- Aderus crassicornis (Pic, 1898)
- Aderus crassifemur (Pic, 1914)
- Aderus crassioricornis (Pic, 1948)
- Aderus crassipes (Champion, 1915)
- Aderus csikii (Pic, 1902)
- Aderus curtesignatus (Pic, 1948)
- Aderus curticornis (Pic, 1902)
- Aderus curtithorax (Pic, 1900)
- Aderus curtus (Champion, 1916)
- Aderus curtus (Escalera, 1922)
- Aderus curvipes (Champion, 1890)
- Aderus cylindricornis (Champion, 1916)
- Aderus decorsei (Pic, 1904)
- Aderus delamarei (Pic, 1946)
- Aderus dentatifemur (Pic, 1912)
- Aderus dentatipes (Pic, 1905)
- Aderus denticollis (Champion, 1916)
- Aderus denticulipes Báguena-Corella, 1948
- Aderus diehli (Pic, 1954)
- Aderus difactus Báguena-Corella, 1948
- Aderus dikoyanus (Champion, 1915)
- Aderus dilaticornis (Pic, 1898)
- Aderus dilatipes Pic, 1953
- Aderus discoidalis (Pic, 1902)
- Aderus disconiger (Pic, 1907)
- Aderus dispariceps (Pic, 1922)
- Aderus disper (Pic, 1905)
- Aderus dissimilis (Escalera, 1922)
- Aderus distincticornis (Pic, 1905)
- Aderus diversicornis (Pic, 1905)
- Aderus diversimembris Pic, 1954
- Aderus diversipes (Pic, 1900)
- Aderus dixersicornis (Pic, 1905)
- Aderus donceeli (Pic, 1948)
- Aderus donckieri (Pic, 1900)
- Aderus dryophiloides (Champion, 1916)
- Aderus egregius (Champion, 1915)
- Aderus elgonensis (Pic, 1939)
- Aderus elongatior (Escalera, 1922)
- Aderus elongatus (Pic, 1898)
- Aderus ephippiatus (Champion, 1916)
- Aderus erythropterus (Champion, 1915)
- Aderus escaleai (Pic, 1905)
- Aderus externenotatus (Pic, 1929)
- Aderus fasciatus (Melsheimer, 1846)
- Aderus fasciolatus (Marseul, 1882)
- Aderus feai (Pic, 1906)

- Aderus femoralis (Champion, 1890)
- Aderus fenestratus (Pic, 1932)
- Aderus fijianus (Champion, 1924)
- Aderus fimbriatus (Champion, 1915)
- Aderus flabellatus (Champion, 1890)
- Aderus flavicornis (Champion, 1890)
- Aderus flavipalpis (Champion, 1893)
- Aderus flavipes (Champion, 1916)
- Aderus flavitarsis (Champion, 1890)
- Aderus flavofasciatus (Champion, 1916)
- Aderus flavus (Fairmaire, 1863)
- Aderus forticornis (Champion, 1890)
- Aderus foveatoimpressus (Pic, 1948)
- Aderus fragilis (Champion, 1890)
- Aderus francoisi (Pic, 1902)
- Aderus fulmeki (Heberdey, 1936)
- Aderus funereus (Champion, 1890)
- Aderus furcatimanus (Champion, 1916)
- Aderus fuscofasciatus (Champion, 1916)
- Aderus fuscofemoratus (Pic, 1948)
- Aderus fusconotatus (Champion, 1916)
- Aderus geniculatus (Champion, 1893)
- Aderus genjiensis (Pic, 1917)
- Aderus germaini (Pic, 1909)
- Aderus gestroi (Pic, 1900)
- Aderus gibbulus (Marseul, 1876)
- Aderus glaucescens (Champion, 1920)
- Aderus glaucus (Champion, 1916)
- Aderus goriensis (Champion, 1925)
- Aderus gounellei (Pic, 1901)
- Aderus goyasensis (Pic, 1902)
- Aderus gracilicornis (Pic, 1914)
- Aderus gracilioricornis (Pic, 1948)
- Aderus gracilipedes (Escalera, 1941)
- Aderus gracilis (Pic, 1898)
- Aderus grandiceps (Pic, 1900)
- Aderus grandipes (Pic, 1905
- Aderus grandis (Pic, 1904)
- Aderus gravidicornis (Wollaston, 1867)
- Aderus griseopilosus (Escalera, 1922)
- Aderus grouvellei (Pic, 1910)
- Aderus guttatus (Champion, 1896)
- Aderus guyanensis (Pic, 1920)
- Aderus halticoides (Champion, 1916)
- Aderus hanoiensis (Pic, 1933)
- Aderus hansaensis (Pic, 1947)
- Aderus hartmanni (Pic, 1907)
- Aderus hieroglyphicus (Pic, 1911)
- Aderus hoanus (Pic, 1938)
- Aderus holocinctus (Champion, 1920)
- Aderus holosericeus (Champion, 1916)
- Aderus horvathi (Pic, 1902)
- Aderus humeralis (Champion, 1890)
- Aderus immaculatus (Champion, 1915)
- Aderus impressipennis (Pic, 1898)
- Aderus impressithorax (Escalera, 1922)
- Aderus impressus (LeConte, 1875)
- Aderus inermipes Báguena-Corella, 1948
- Aderus infasciatus (Pic, 1903)
- Aderus inflatus (Champion, 1890)
- Aderus ingens (Champion, 1916)
- Aderus inimpressipennis (Pic, 1914)
- Aderus insularis (Champion, 1916)
- Aderus isabellae (Pic, 1922)
- Aderus ivoirensis (Pic, 1942)
- Aderus jamaicanus (Pic, 1911)
- Aderus javanus (Pic, 1894)
- Aderus jeanneli (Pic, 1914)
- Aderus kempi (Blair, 1924)
- Aderus kenyensis (Pic, 1939)
- Aderus kivuensis Pic, 1955
- Aderus kraatzi (Pic, 1907)
- Aderus labasae (Champion, 1924)
- Aderus lacanus (Pic, 1926)
- Aderus lacertosus (Champion, 1890)
- Aderus lacroixi (Pic, 1948)
- Aderus lactineus (Champion, 1893)
- Aderus lakniger (Pic, 1933)
- Aderus latefasciatus (Champion, 1916)
- Aderus latericius (Champion, 1916)
- Aderus laticeps (Champion, 1890)
- Aderus laticollis (Champion, 1890)
- Aderus laticornis (Pic, 1912)
- Aderus latior (Pic, 1898)
- Aderus latioriceps (Pic, 1932)
- Aderus latipennis (Pic, 1900)
- Aderus latissimus (Pic, 1899)
- Aderus latus (Pic, 1909)
- Aderus leanei (Pic, 1933)
- Aderus lemoulti (Pic, 1909)
- Aderus lentus (Champion, 1915)
- Aderus leopoldi (Pic, 1938)
- Aderus lesnei (Pic, 1932)
- Aderus limbatus (Pic, 1914)
- Aderus linearis (Champion, 1916)
- Aderus longicollis (Pic, 1914)
- Aderus longicornis (Pic, 1902)
- Aderus longioricornis (Pic, 1948)
- Aderus longissimus Báguena-Corella, 1948
- Aderus lucifugus (Heberdey, 1931)
- Aderus lugens (Champion, 1916)
- Aderus luniger (Champion, 1916)
- Aderus luzonensis (Champion, 1924)
- Aderus macassarensis (Pic, 1900)
- Aderus macrocephalus (Champion, 1916)
- Aderus maculibasis (Pic, 1902)
- Aderus maculicollis (Pic, 1897)
- Aderus maculipennis (Pic, 1898)
- Aderus magniceps (Pic, 1905)
- Aderus maindroni (Pic, 1898)
- Aderus manueli (Pic, 1922)
- Aderus marginatus (Pic, 1940)
- Aderus maroniensis (Pic, 1920)
- Aderus marquesanus (Blair, 1935)
- Aderus martapuranus (Pic, 1914)
- Aderus matangensis (Champion, 1915)
- Aderus mauritiensis (Pic, 1898)
- Aderus maynei (Pic, 1931)
- Aderus mcclurei Werner, 1962
- Aderus medioglaber (Pic, 1931)
- Aderus megalocephalus (Champion, 1916)
- Aderus melanosoma (Champion, 1915)
- Aderus melanotus (Champion, 1916)
- Aderus melanurus (Champion, 1915)
- Aderus meranganus (Champion, 1916)
- Aderus metallicus (Pic, 1902)
- Aderus mexicanus (Champion, 1893)
- Aderus microphthalmus (Champion, 1920)
- Aderus minimus (Champion, 1915)
- Aderus mixtifactum Báguena-Corella, 1948
- Aderus modestus (Pic, 1922)
- Aderus modiglianii (Pic, 1900)
- Aderus mucronatus (Pic, 1912)
- Aderus multinotatus (Pic, 1920)
- Aderus multispinosus (Pic, 1927)
- Aderus mutalus (Pic, 1922)
- Aderus neoguincensis (Pic, 1902)
- Aderus niger (Pic, 1905)
- Aderus nigriclava (Escalera, 1922)
- Aderus nigripes (Pic, 1909)
- Aderus nigrocinctus (Pic, 1914)
- Aderus nigrofasciatus (Pic, 1900)
- Aderus nigromaculatus (Pic, 1900)
- Aderus nigronotatus (Pic, 1912)
- Aderus nigropictus (Champion, 1915)
- Aderus nilgiriensis (Champion, 1916)
- Aderus nitidus (Broun, 1893)
- Aderus nodieri (Pic, 1933)
- Aderus notatipes (Pic, 1928)
- Aderus nucrocephalus (Pic, 1935)
- Aderus obliquus (Champion, 1893)
- Aderus obscuricolor (Pic, 1905)
- Aderus obscurior (Pic, 1898)
- Aderus obscurus (Broun, 1893)
- Aderus orientalis (Champion, 1915)

- Aderus pabalani (Escalera, 1922)
- Aderus pallidicolor (Pic, 1900)
- Aderus pallidimembris (Pic, 1914)
- Aderus pallidior (Escalera, 1922)
- Aderus palliditarsis (Pic, 1912)
- Aderus pallidobinotatus (Pic, 1934)
- Aderus pallidulus (Pic, 1902)
- Aderus parrieri (Pic, 1909)
- Aderus parvicollis (Champion, 1916)
- Aderus patkainus (Champion, 1916)
- Aderus patucki (Champion, 1924)
- Aderus paulonotatus (Pic, 1924)
- Aderus pendleburyi (Pic, 1945)
- Aderus penicillatus (Champion, 1916)
- Aderus perakensis (Champion, 1916)
- Aderus peregrinus (Pic, 1909)
- Aderus peruvianus (Pic, 1900)
- Aderus philippinus (Champion, 1920)
- Aderus piceoundulatus (Pic, 1935)
- Aderus piceus (LeConte, 1855)
- Aderus picinus (Fairmaire, 1893)
- Aderus pictipes (Broun, 1893)
- Aderus pilicornis (Pic, 1910)
- Aderus plumbeus (Champion, 1916)
- Aderus podagricus (Champion, 1916)
- Aderus populneus (Creutzer y Panzer, 1796)
- Aderus prehensus (Champion, 1916)
- Aderus proxidentipes Báguena-Corella, 1948
- Aderus ptinomorphus (Pic, 1948)
- Aderus pubens (Pic, 1897)
- Aderus pubescens (Pic, 1926)
- Aderus pulvinatus (Champion, 1916)
- Aderus punctatus (Pic, 1905)
- Aderus pygidialis (Pic, 1903)
- Aderus quadrisignatus (Champion, 1890)
- Aderus raffrayi (Pic, 1894)
- Aderus ramicornis (Pic, 1901)
- Aderus ramosus (Champion, 1890)
- Aderus rectifasciatus (Champion, 1916)
- Aderus revoili (Pic, 1915)
- Aderus roberti (Pic, 1910)
- Aderus robusticollis (Pic, 1927)
- Aderus robusticornis (Pic, 1909)
- Aderus robustipes (Pic, 1902)
- Aderus robustus (Pic, 1902)
- Aderus ruandanus Pic, 1955
- Aderus rubripennis (Pic, 1907)
- Aderus rubrocinctus (Heberdey, 1936)
- Aderus rubrus (Escalera, 1922)
- Aderus rufescens (Escalera, 1922)
- Aderus ruficornis (Pic, 1929)
- Aderus rufinus (Fairmaire, 1896)
- Aderus rufithorax (Pic, 1905)
- Aderus rufiventris (Champion, 1924)
- Aderus rufobasalis (Pic, 1932)
- Aderus rufonotatus (Champion, 1916)
- Aderus rufulus (Marseul, 1876)
- Aderus rugosicollis (Pic, 1902)
- Aderus saginatus (Casey, 1895)
- Aderus sahlbergi (Pic, 1898)
- Aderus sandakanus (Champion, 1920)
- Aderus scapularis (Fairmaire, 1896)
- Aderus schenckllingi (Pic, 1907)
- Aderus scoparius (Champion, 1915)
- Aderus scutatus (Champion, 1915)
- Aderus sellatus (Champion, 1916)
- Aderus semibrunneus (Pic, 1905)
- Aderus semilimbatus (Pic, 1905)
- Aderus semiopacus (Pic, 1903)
- Aderus semipruinosus (Pic, 1902)
- Aderus semiruber (Pic, 1907)
- Aderus separatus (Pic, 1948)
- Aderus septemnotatus (Pic, 1937)
- Aderus sericeus (Champion, 1890)
- Aderus setiger (Champion, 1915)
- Aderus sexdentatus (Champion, 1924)
- Aderus sexguttalus (Champion, 1920)
- Aderus sexmaculatus (Champion, 1890)
- Aderus siamensis (Champion, 1916)
- Aderus silaceus (Champion, 1893)
- Aderus singularis (Champion, 1890)
- Aderus sinuatefasciatus (Pic, 1936)
- Aderus sinuatipes (Pic, 1914)
- Aderus sinuatus (Pic, 1902)
- Aderus sinuosibasis (Escalera, 1922)
- Aderus snelli (Blair, 1935)
- Aderus soarezicus (Pic, 1898)
- Aderus spinicubitus Báguena-Corella, 1948
- Aderus spinipes (Pic, 1916)
- Aderus spinulosus (Escalera, 1922)
- Aderus stanleyi (Pic, 1948)
- Aderus staudingeri (Pic, 1900)
- Aderus sticticus (Champion, 1890)
- Aderus stigmosus (Champion, 1890)
- Aderus strangulatus (Champion, 1920)
- Aderus stratus (Champion, 1920)
- Aderus subangulatus (Pic, 1922)
- Aderus subcoeruleus (Pic, 1909)
- Aderus subcrassicornis (Pic, 1912)
- Aderus subcrassipes (Pic, 1902)
- Aderus subcurvipes (Pic, 1901)
- Aderus subfasciatus (LeConte, 1875)
- Aderus subopacus (Pic, 1902)
- Aderus subrufus (Champion, 1924)
- Aderus subscutellaris (Pic, 1929)
- Aderus subsericeus (Pic, 1900)
- Aderus sulcatulus (Pic, 1894)
- Aderus sulcicollis (Pic, 1902)
- Aderus sumatroe (Pic, 1894)
- Aderus surinamensis (Pic, 1939)
- Aderus suturalis (Champion, 1890)
- Aderus tabaci (Pic, 1933)
- Aderus tamatuvensis (Pic, 1921)
- Aderus tantillus (Champion, 1890)
- Aderus taprobanus (Champion, 1915)
- Aderus tavetanus (Pic, 1914)
- Aderus taveuniensis (Pic, 1932)
- Aderus tavoyanus (Champion, 1916)
- Aderus testaceicornis (Pic, 1908)
- Aderus testaceoapicalis (Pic, 1928)
- Aderus theresoe (Pic, 1900)
- Aderus thoracicus Báguena-Corella, 1948
- Aderus tibialis (Pic, 1900)
- Aderus torticornis (Champion, 1917)
- Aderus tortipes (Champion, 1916)
- Aderus tovarensis (Pic, 1921)
- Aderus triangularis (Pic, 1901)
- Aderus trifasciatus (Champion, 1890)
- Aderus triguttatus (Champion, 1916)
- Aderus trilineatus (Pic, 1920)
- Aderus trimaculatus (Pic, 1902)
- Aderus trinotatus (Champion, 1916)
- Aderus tristior Báguena-Corella, 1948
- Aderus tristis (Escalera, 1922)
- Aderus troglodytes (Champion, 1916)
- Aderus truncaticeps (Pic, 1928)
- Aderus tumidiceps (Champion, 1916)
- Aderus turrialbanus (Pic, 1929)
- Aderus ultimus (Pic, 1902)
- Aderus uncifer (Champion, 1916)
- Aderus undulatus (Champion, 1915)
- Aderus unifasciatus (Champion, 1890)
- Aderus vagenotatus (Pic, 1934)
- Aderus varipennis (Escalera, 1922)
- Aderus varus (Champion, 1920)
- Aderus vegenotatus (Pic, 1934)
- Aderus venezuelensis (Pic, 1902)
- Aderus versabilis (Pic, 1902)
- Aderus viani (Pic, 1938)
- Aderus vicinus (Pic, 1905)
- Aderus villiersi Pic, 1951
- Aderus vinsoni (Pic, 1936)
- Aderus vistaensis Báguena-Corella, 1948
- Aderus v-notatus (Champion, 1890)
- Aderus yaeyamanus Nomura, 1964

### Incertae sedis
- Aderus abundans (Lea, 1917)
- Aderus acaciae (Lea, 1917)
- Aderus albonotatus (Champion, 1895)
- Aderus anthiciceps (Lea, 1917)
- Aderus arcuaticeps (Pic, 1912)
- Aderus basifasciatus (Champion, 1924)
- Aderus bifossulatus (Champion, 1924)
- Aderus bimaculiventris (Lea, 1917)
- Aderus brachyderes (Lea, 1917)
- Aderus breviscopa (Champion, 1924)
- Aderus bulbifer (Champion, 1919)
- Aderus chinensis (Champion, 1916)
- Aderus cnemopachys (Lea, 1917)
- Aderus conspicillatus (Lea, 1917)
- Aderus convexiceps (Lea, 1917)
- Aderus cribricollis (Pic, 1912)
- Aderus darwinensis (Champion, 1916)
- Aderus decipiens (Lea, 1917)
- Aderus discoater (Lea, 1917)
- Aderus divisus (Lea, 1917)
- Aderus dolichoderes (Lea, 1917)
- Aderus duplocinctus (Champion, 1916)
- Aderus eucalypti (Lea, 1898)
- Aderus fergusoni (Champion, 1916)
- Aderus flavescens (Champion, 1917)
- Aderus flavicollis (Lea, 1917)
- Aderus flavocasteneus (Lea, 1917)
- Aderus fluctuosus (Champion, 1895)
- Aderus formosanus (Pic, 1913)

- Aderus fracticollis (Champion, 1916)
- Aderus fusciventis (Lea, 1917)
- Aderus glaber (Lea, 1917)
- Aderus haldwaniae (Champion, 1924)
- Aderus hedini (Pic, 1933)
- Aderus himalaicus (Champion, 1920)
- Aderus impressiceps (Lea, 1917)
- Aderus inflatipennis (Lea, 1917)
- Aderus interioris (Lea, 1917)
- Aderus intricatus (Lea, 1917)
- Aderus kumaonae (Champion, 1924)
- Aderus laterofuscus (Lea, 1917)
- Aderus latidens (Champion, 1924)
- Aderus leucostictus (Lea, 1917)
- Aderus longicorpus (Lea, 1917)
- Aderus luteitarsis (Champion, 1924)
- Aderus malleifer (Champion, 1914)
- Aderus mediofasciatus (Lea, 1917)
- Aderus melanostictus (Champion, 1924)
- Aderus microderes (Lea, 1917)
- Aderus micromelas (Lea, 1917)
- Aderus microps (Lea, 1917)
- Aderus mirocerus (Lea, 1917)
- Aderus mirocerus (Lea, 1917)
- Aderus nigriclavus (Lea, 1917)
- Aderus norfolcensis (Lea, 1917)
- Aderus obliquifasciatus (Lea, 1917)
- Aderus octomaculatus (Champion, 1917)
- Aderus opacicollis (Lea, 1917)

- Aderus pachymerus (Lea, 1917)
- Aderus parentheticus (Lea, 1917)
- Aderus parvidens (Champion, 1916)
- Aderus pectinatus (Champion, 1916)
- Aderus pectinicornis (Champion, 1895)
- Aderus pentaphyllus (Lea, 1917)
- Aderus pilosicornis (Lea, 1917)
- Aderus poecilopterus (Lea, 1917)
- Aderus praescutellans (Pic, 1914)
- Aderus quadratipennis (Champion, 1916)
- Aderus quadratipennis klappenchi (Pic, 1954)
- Aderus quadratipenni quadratipennis (Champion, 1916)
- Aderus rufobrunneus (Lea, 1917)
- Aderus rufohumeralis (Lea, 1917)
- Aderus sauteri (Pic, 1913)
- Aderus seminiger (Champion, 1924)
- Aderus sexfasciatus (Champion, 1917)
- Aderus singularicornis (Pic, 1910)
- Aderus spinimanus (Champion, 1916)
- Aderus spinipes (Lea, 1917)
- Aderus subnitidus (Pic, 1924)
- Aderus subserraticornis (Lea, 1917)
- Aderus synopticus (Lea, 1917)
- Aderus tetrastictus (Champion, 1924)
- Aderus trapeziderus (Champion, 1924)
- Aderus trichomerus (Lea, 1917)
- Aderus variicornis (Lea, 1917)
- Aderus villosicornis (Lea, 1917)